# Hruszów (obwód lwowski)
Hruszów (ukr. Грушів, Hrusziw) – wieś na Ukrainie, w obwodzie lwowskim, w rejonie jaworowskim. Leży na Płaskowyżu Tarnogrodzkim, przy polskiej granicy, niedaleko Krowicy Hołodowskiej. Liczy 464 mieszkańców.

## Historia
W XIX wieku właścicielem tabularnym Hruszowa był hr. Władysław Rozwadowski.
W latach 1920–1934 Hruszów stanowił gminę jednostkową w powiecie jaworowskim w województwie lwowskim II Rzeczypospolitej. W 1921 roku liczył 1260 mieszkańców, w tym 946 Ukraińców, 167 Żydów i 139 Polaków. 15 czerwca 1934 roku Hruszów (a także Budomierz) przyłączono do powiatu lubaczowskiego w tymże województwie. 1 sierpnia 1934 roku w związku z reformą scaleniową Hruszów wszedł w skład nowo utworzonej zbiorowej gminy Lisie Jamy w powiecie lubaczowskim.
Podczas czystki etnicznej w latach 1944–1945 większość Polaków ewakuowała się z Hruszowa do miejscowości uważanych za bezpieczniejsze. W tym czasie nacjonaliści ukraińscy z OUN-UPA zamordowali tutaj 6 Polaków, którzy pozostali, oraz 5-osobową rodzinę sołtysa, Ukraińca, za „zdradę narodu ukraińskiego”.
Po wojnie – jako jedna z dwóch wsi (obok Lipowca) dawnego powiatu lubaczowskiego – został odłączony od Polski i włączony do Ukraińskiej SRR.
W miejscowości urodził się Artur Kopacz – polski nauczyciel i działacz społeczny, współzałożyciel Klubu Demokratycznego we Lwowie, radny Lwowa.

## Zabytki
- drewniana cerkiew pw. św. Mikołaja z 1715 roku fundacji Rozwadowkich[7]
- W miejscowości znajdują się dawne polskie koszary, na terenie których wznosi się neogotycki kościół z początku XX wieku[7]. Po II wojnie światowej i odebraniu wschodnich terenów Polski na rzecz Ukraińskiej SRR Hruszów znalazł się poza granicami Polski, a kościół służył jako magazyn rolny, którego właścicielem był miejscowy kołchoz. Magazyn zlikwidowano po 1991 roku i od tego dnia kościół w stanie posuniętej ruiny stoi pusty i podlega dalszej degradacji (w 2012 roku zapadła się część dachu z sygnaturką). 200 metrów od kościoła przebiega trasa do przejścia granicznego Budomierz-Hruszów.